# Dohrniphora monochaeta
Dohrniphora monochaeta är en tvåvingeart som beskrevs av Borgmeier 1961. Dohrniphora monochaeta ingår i släktet Dohrniphora och familjen puckelflugor. Inga underarter finns listade i Catalogue of Life.